# Peleng (optik)

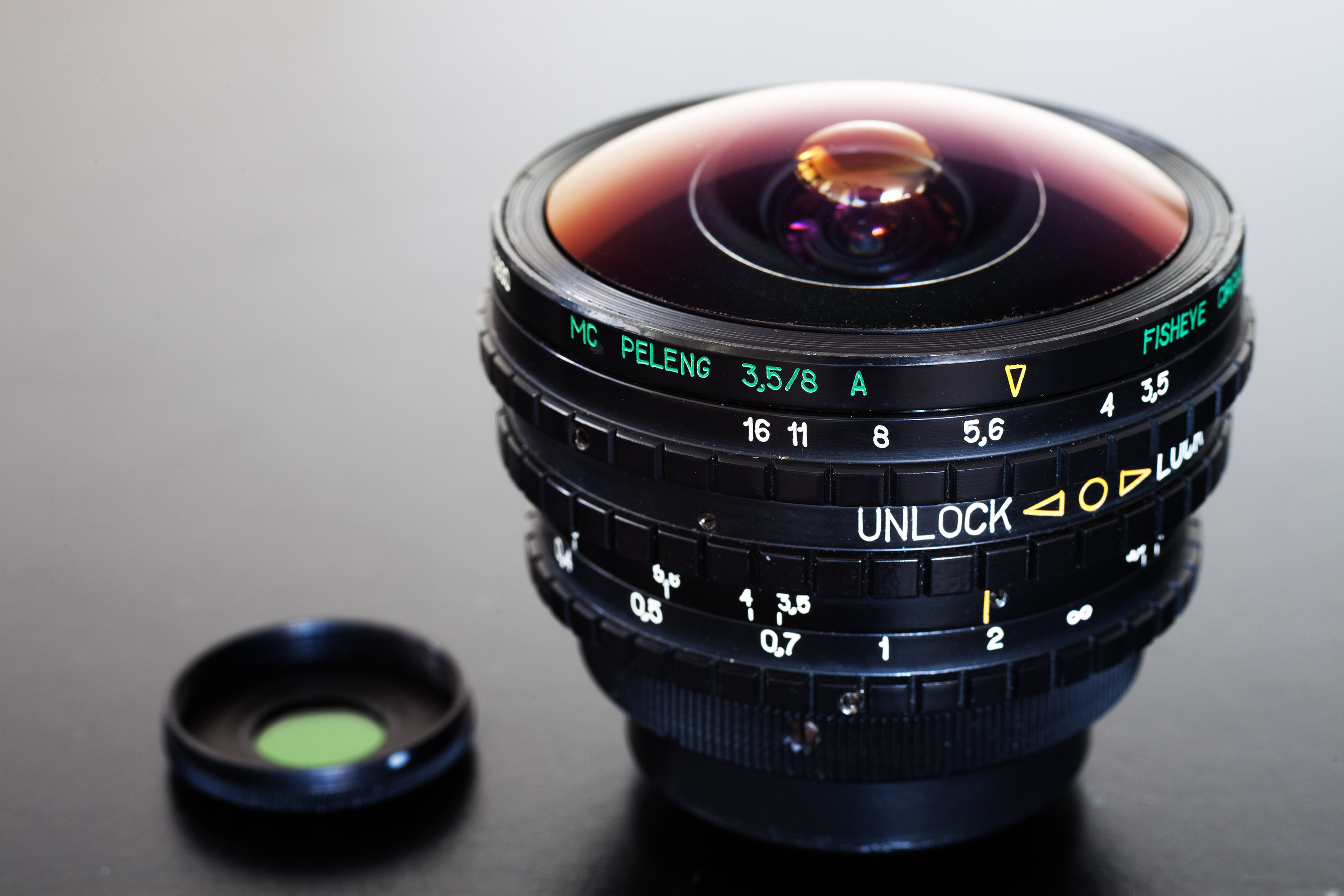
Peleng 3.5/8A

Peleng är en serie kameraobjektiv; vidvinkelobjektiv av fiskögetyp (fisheye) från den vitryska tillverkaren BelOMO.
- Peleng 3.5/8A är ett 8 mm cirkulärt fiskögeobjektiv, vilket innebär att det har bildvinkeln 180 grader i alla riktningar. Objektivet har anpassats för civilt bruk och finns med fattningar som passar de vanligaste spegelreflex-systemkamerorna (SLR).
- Peleng 17 mm f2.8 är ett fiskögeobjektiv med 180 graders bildvinkel i bildrutans diagonaler ("full frame").